# Landais (pays)
Pour les articles homonymes, voir Landais.
Le Landais (lo Landés en occitan) est une région naturelle de France située en Nouvelle-Aquitaine, dans le sud-ouest du département de la Dordogne.

## Géographie

### Situation
Cette région naturelle est située au sud des villes de Mussidan et de Montpon-Ménestérol et au nord de Bergerac et Port-Sainte-Foy. Sa limite nord est constituée par la rivière l'Isle. Sa limite sud se place quelques kilomètres avant la Dordogne. A l'ouest, la forêt du Landais recouvre quelques communes du département de la Gironde. Principalement composée de forêt et de landes, d'où son nom, elle est arrosée par la Crempse et par l'Eyraud.
Les régions naturelles voisines sont les suivantes : 
- au nord, la Double,
- à l'est, le Périgord central,
- au sud, le Bergeracois et le Pays de Vélines,
- à l'ouest, le Libournais.

Le Landais qualifie une intercommunalité : la communauté de communes Isle Double Landais.

### Liste de communes
Le Landais comprend les communes suivantes :
- Dordogne : Beaupouyet, Beleymas, Bosset, Bourgnac, Carsac-de-Gurson, Eglise-Neuve-d’Issac, Eyraud-Crempse-Maurens (sauf Saint-Julien-de-Crempse), Le Fleix (partie), Fraisse, Ginestet, Issac, Les Lèches, Lembras (partie), Lunas, Ménesplet, Minzac, Monfaucon, Montagnac-la-Crempse (partie), Montazeau (partie), Montpeyroux, Montpon-Ménestérol (partie), Moulin-Neuf, Mussidan, Neuvic (partie), Queyssac (partie), Saint-Géraud-de-Corps, Saint-Géry, Saint-Jean-d'Estissac, Saint-Martial-d’Artenset, Saint-Martin-de-Gurson, Saint-Méard-de-Gurçon (partie), Saint-Médard-de-Mussidan, Saint-Michel-de-Montaigne, Saint-Pierre-d’Eyraud (partie), Saint-Rémy, Saint-Sauveur-Lalande, Saint-Séverin-d'Estissac, Saint-Vivien (partie), Sourzac, Vallereuil (partie), Villefranche-de-Lonchat.
- Gironde : Francs (partie), Gardegan-et-Tourtirac (partie), Gours, Petit-Palais-et-Cornemps (partie), Puynormand, Saint-Sauveur-de-Puynormand (partie), Les Salles-de-Castillon (partie), Tayac.

## Galerie de photos

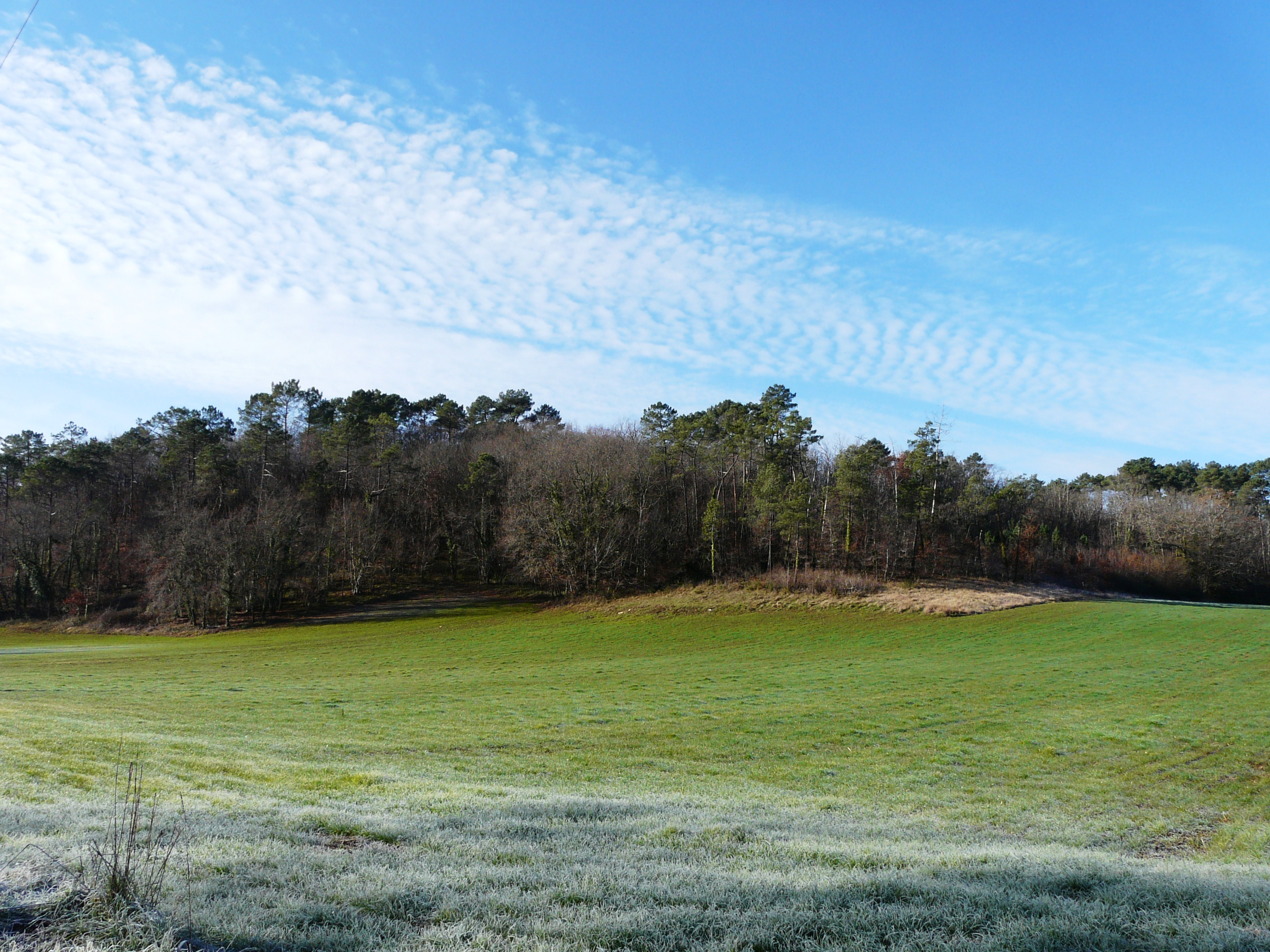
La forêt du Landais à Sourzac.
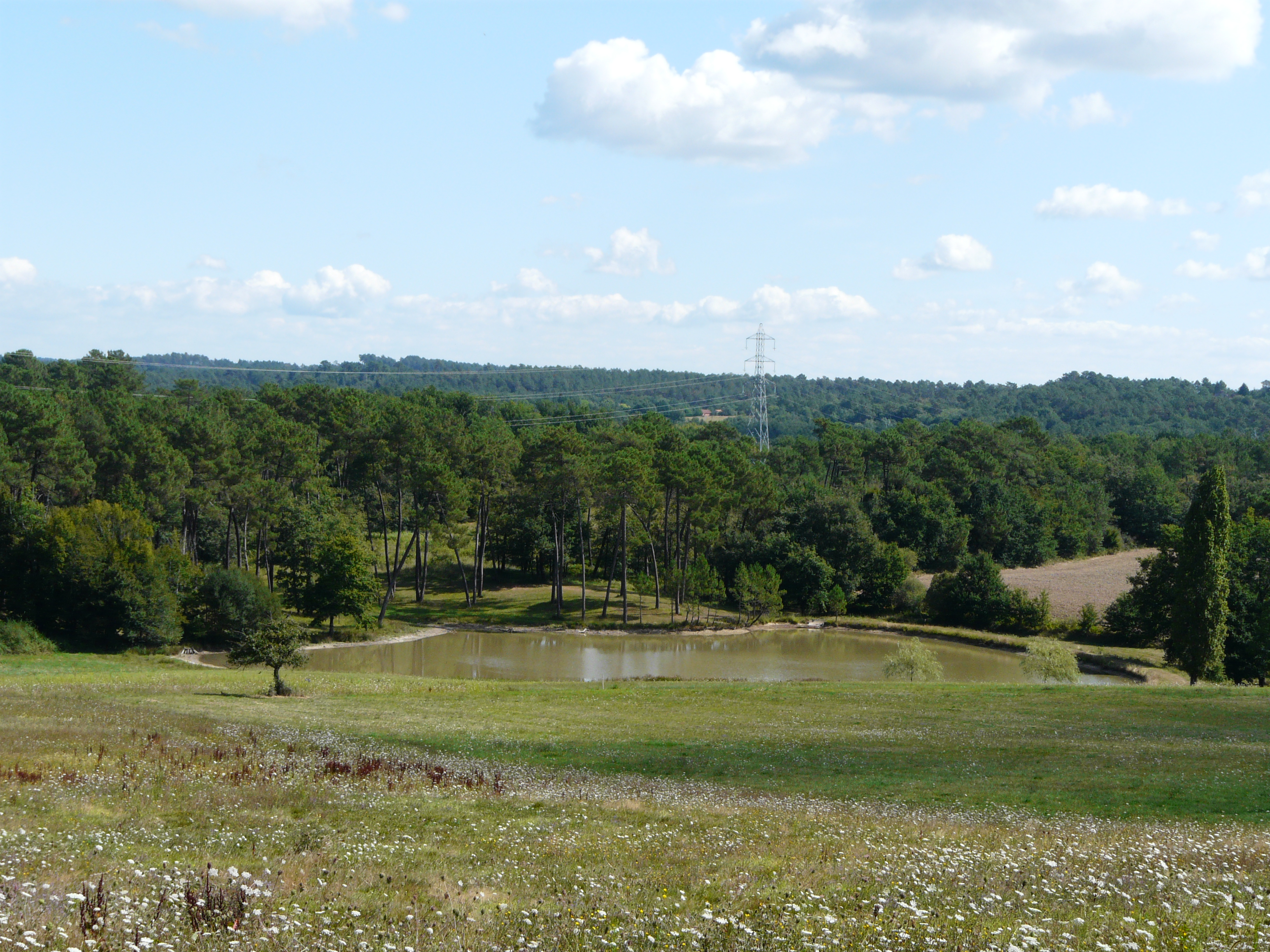
La forêt du Landais à Lunas.